# Classic Albums: Nirvana – Nevermind
Classic Albums: Nirvana – Nevermind – dokument z serii Klasyczne albumy rocka (Classic Albums) wydany na DVD przez wytwórnię Eagle Vision w marcu 2005. Na tej płycie znalazł się materiał z albumu Nevermind i dodatkowy nie publikowany materiał.

## Lista utworów
1. "Smells Like Teen Spirit"
2. "In Bloom"
3. "Come as You Are"
4. "Breed"
5. "Lithium"
6. "Polly"
7. "Territorial Pissings"
8. "Drain You"
9. "Lounge Act"
10. "Stay Away"
11. "On a Plain"
12. "Something in the Way"

## Dodatkowe utwory
- Drain You: The Story Behind the Making of the Track
- Dave Grohl Joins Nirvana
- Going to Record in LA
- Polly: Live in Concert
- Nevermind: The Album Sleeve Story

## Miejsca na listch przebojów
| Rok  | Lista                         | Pozycja |
| ---- | ----------------------------- | ------- |
| 2005 | Official Finland Albums Chart | No. 3   |
| 2006 | Norwegian DVD Charts          | No. 3   |
| 2005 | Official German Albums Chart  | No. 91  |